# ГЕС Shuǐdōng
ГЕС Shuǐdōng (水东水电站) — гідроелектростанція на сході Китаю у провінції Фуцзянь. Входить до складу каскаду на річці Youxi – правому допливу Міньцзян (впадає до Тайванської протоки у місті Фучжоу).
В межах проекту річку перекрили греблею із ущільненого котком бетону висотою 63 метра та довжиною 197 метрів, яка потребувала 184 тис м3 матеріалу та утримує водосховище з об’ємом 107,7 млн м3.
Через два тунелі довжиною 0,15 км та 0,13 км з діаметром 6,5 метра ресурс подається до машинного залу. Тут встановлено чотири турбіни типу Каплан потужністю по 20 МВт, які забезпечують виробництво 274 млн кВт-год електроенергії на рік.
Видача продукції відбувається по ЛЕП, розрахованій на роботу під напругою 110 кВ.